# 니콜라스 자이발트
니콜라스 자이발트(독일어: Nicolas Seiwald, 2001년 5월 4일 ~ )는 오스트리아의 축구 선수이다. 그의 포지션은 수비형 미드필더로, 현재 독일 분데스리가의 RB 라이프치히에서 활약하고 있다.

## 클럽 경력
자이발트는 2009년 FC 레드불 잘츠부르크 유소년 아카데미에서 경력을 시작했다. 2019년 5월 24일, 그는 WSG 바텐스와의 경기에서 레드불 잘츠부르크의 팜팀인 리퍼링 소속으로 프로 데뷔전을 치렀다.
2020년 11월 21일, 그는 SK 슈투름 그라츠와의 경기에서 선발 라인업에 들며 FC 레드불 잘츠부르크 소속으로 데뷔전을 치렀다. 2022년 10월 11일, 그는 1-1로 비긴 디나모 자그레브와의 원정 경기에서 챔피언스리그 데뷔골을 기록했다.
2023년 2월 26일, 자이발트는 2023-24 시즌부터 시작되는 5년 계약으로 독일의 RB 라이프치히로 이적할 것으로 공식 발표되었다.

## 국가대표팀 경력
자이발트는 다양한 연령대의 오스트리아 청소년 국가대표로 활동하고 있다.
2021년 11월 12일, 그는 이스라엘과의 2022년 FIFA 월드컵 지역 예선전 경기에서 오스트리아 축구 국가대표팀 데뷔전을 치렀다.

## 수상 내역
레드불 잘츠부르크 유소년
- 유겐트리가 U18: 2019[10]

FC 리퍼링
- 2. 리가 준우승: 2021

레드불 잘츠부르크
- 오스트리아 분데스리가: 2021, 2022
- 오스트리아컵: 2021, 2021–22

RB 라이프치히
- DFL-슈퍼컵: 2023[11]